# Ilex umbellata
Ilex umbellata är en järneksväxtart som beskrevs av Johann Friedrich Klotzsch och Reissek. Ilex umbellata ingår i släktet järnekar, och familjen järneksväxter. Inga underarter finns listade i Catalogue of Life.